# Colette
Colette, pseudonimo di Sidonie-Gabrielle Colette (Saint-Sauveur-en-Puisaye, 28 gennaio 1873 – Parigi, 3 agosto 1954), è stata una scrittrice e attrice teatrale francese, considerata fra le maggiori figure della prima metà del XX secolo.
Insignita delle più importanti onorificenze accademiche, nel 1945 fu la seconda donna, dopo Judith Gautier nel 1910, a diventare membro dell'Académie Goncourt e la prima a essere nominata presidente quattro anni dopo. Nel 1948 fu candidata al Premio Nobel per la letteratura e nel 1953 fu nominata Grand'Ufficiale della Legion d'onore. Nel 1954 divenne la prima donna nella storia della Repubblica Francese a ricevere funerali di stato.
Colette è stata una delle grandi protagoniste della sua epoca, un mito nazionale: oltre che scrittrice prolifica, fu attrice di music-hall. Spesso nuda durante le sue esibizioni, autrice e critica teatrale, giornalista e caporedattrice, sceneggiatrice e critica cinematografica, estetista e commerciante di cosmetici, ebbe tre mariti e un'amante, mentre più volte fu al centro di scandali per le sue disinibite relazioni sentimentali con alcune personalità mondane, di ambo i sessi, della società francese.
Pur disprezzando le femministe della sua epoca, la sua vita e la sua opera letteraria furono la testimonianza di una donna libera, anticonformista ed emancipata, che sfidò le convenzioni e restrizioni morali, e che contribuì a rompere alcuni tabù femminili già a partire dalla sua prima creazione letteraria, il personaggio di Claudine "dall'ammiccante selvatichezza, dalla spregiudicata sensualità" e, come la definirà Willy, "una tahitiana prima dell'avvento dei missionari […], più amorale che immorale". La fortunata serie delle Claudine, piena di un certo pigmento erotico, ai primi del XX secolo rivestiva un carattere osé notevole.

## Biografia

### L'infanzia e l'adolescenza

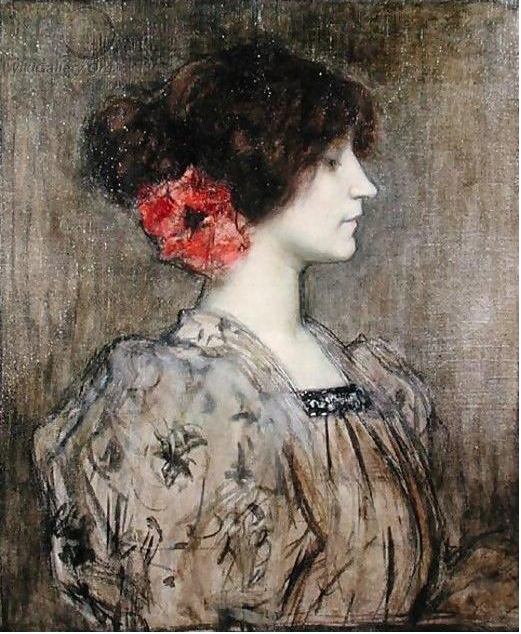
Colette ritratta da Jacques Humbert, 1896 ca.

Figlia ultimogenita di un capitano degli zuavi in congedo, Jules Joseph Colette, e di una vedova in prime nozze di un ricco proprietario terriero, Sidonie Landoy (detta "Sido"), Colette cresce in Borgogna in grande libertà e a stretto contatto con la natura; ha un'infanzia felice, circondata dall'affetto della famiglia, e fin da bambina impara ad amare la musica e i libri, leggendo tutto ciò che desidera: a sei anni già legge Honoré de Balzac, Alphonse Daudet, Prosper Mérimée e William Shakespeare.
Con un padre sprovvisto di senso pratico, Colette viene educata soprattutto dalla madre, una donna perspicace, di mentalità moderna, atea dichiarata e anticonformista, che in paese dà scandalo prendendo a servizio ragazze madri. Sido insegna alla figlia a osservare la natura e le trasmette la passione per il giardinaggio; in ricordo della madre, Colette scriverà il romanzo Sido.
Iscritta alla scuola pubblica di Saint-Sauveur-en-Puisaye, nel 1889 Colette supera brillantemente gli esami di Licenza (Brevet élémentaire) e di Licenza superiore (Certificat d'études primaires supérieures), abilitante all'insegnamento primario. Presumibilmente lo stesso anno conosce Henry Gauthier-Villars, il suo futuro primo marito. Nel 1891, per problemi finanziari, la famiglia Colette si trasferisce a Châtillon-Coligny, destando così nella futura scrittrice grande rimpianto per l'amato paese natio. Fino al 1892 Colette si dedica ad approfondire la propria formazione musicale e teatrale, stringe il rapporto di conoscenza con Henri Gauthier-Villars, divenuto nel frattempo amico di famiglia, fino a fidanzarsi con lui.

### L'apprendistato

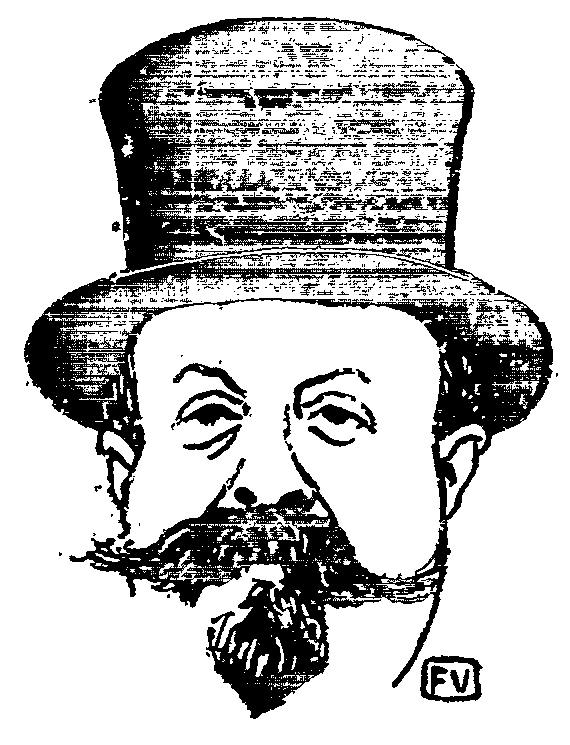
Henry Gauthier-Villars (Willy), ritratto da Félix Vallotton

Nel 1893 Colette sposa Henry Gauthier-Villars, noto con lo pseudonimo di Willy, più anziano di lei di quattordici anni, e si stabilisce a Parigi. Willy, scrittore, editore, pubblicitario, giornalista di satira di costume e feroce critico musicale, dirige e coordina all'interno di una sorta di officina letteraria, il lavoro di un nutrito gruppo di letterati emergenti, detti "gli schiavi", i cui scritti egli dà alle stampe con il proprio nome. Con una fama da donnaiolo e viveur, Willy è un uomo molto in vista nell'ambiente artistico e mondano della Belle Époque parigina, e ama essere al centro dell'attenzione, provocare e scandalizzare.
Già al secondo anno di matrimonio Colette si ammala a causa, si presume, di una depressione dovuta alla scoperta dei tradimenti del marito, della vita insalubre che conduce a Parigi e, forse, di una malattia venerea, ristabilendosi dopo qualche mese. Willy introduce Colette nell'ambiente artistico e mondano parigino, nel quale la ragazza fa amicizia con Paul Masson, uno scrittore la cui specialità è produrre falsi letterari, Marcel Schwob, scrittore e traduttore, Mme Arman de Caillavet, la musa di Anatole France, Jean Lorrain, scrittore, e Marguerite Moreno, famosa attrice che diventa sua confidente, conosce fra gli altri La Bella Otero, Marcel Proust, Rachilde, Paul Valéry, Maurice Ravel e Claude Debussy.
Assieme a coloro che già lavorano per lui, Colette è invitata dal marito a collaborare alla sua officina letteraria, pertanto, con la firma congiunta "Colette Gauthier-Villars" appaiono, su giornali e riviste, le sue prime cronache musicali e collaborazioni giornalistiche. Willy inoltre incoraggia la moglie a trasferire in un libro anche le divertenti avventure di bambina che è solita narrargli: Colette inizia così a scrivere il suo primo romanzo, Claudine a scuola, il cui manoscritto verrà da Willy, dopo una prima lettura, giudicato inservibile e riposto in un cassetto per circa quattro anni.

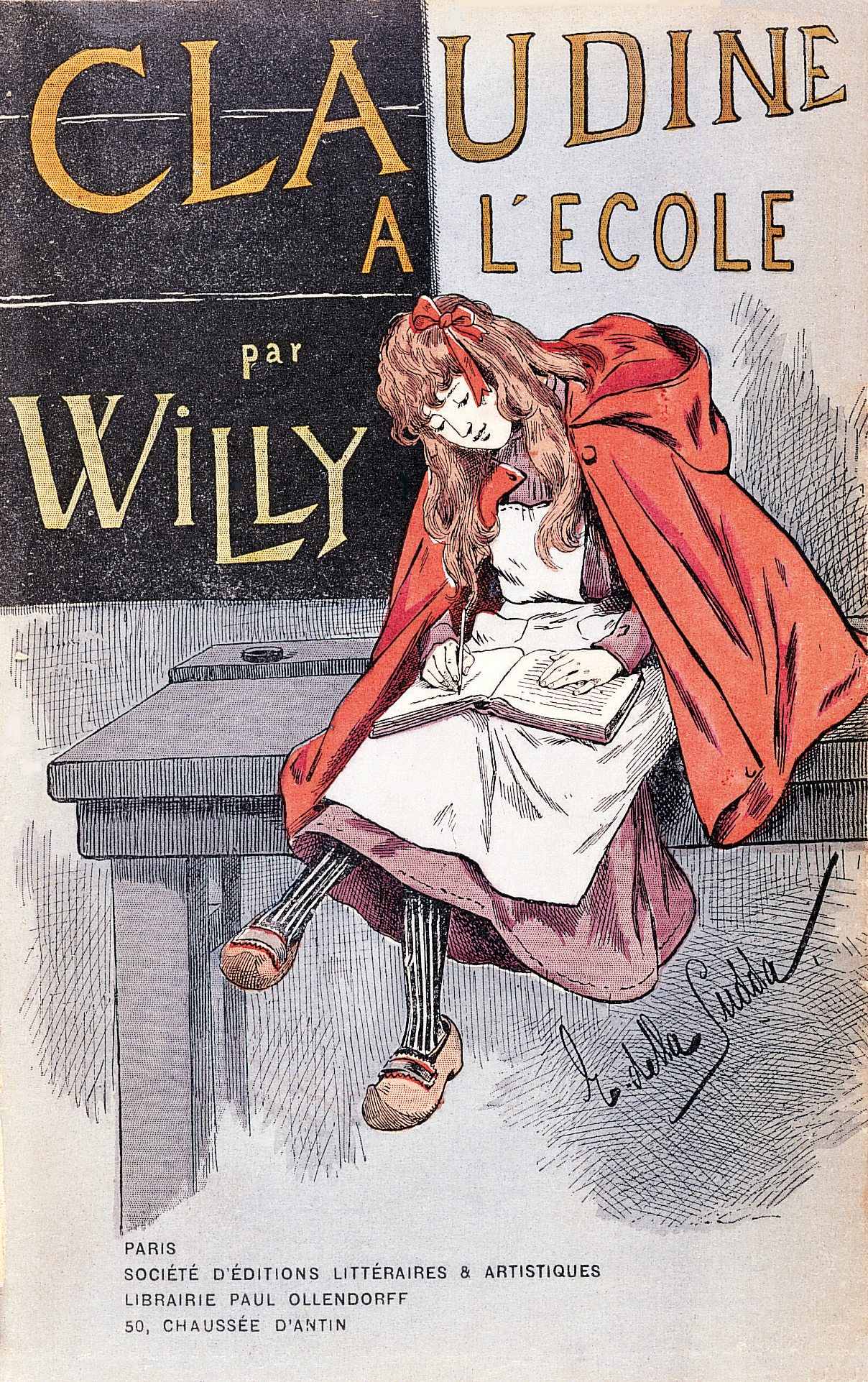
Copertina della prima edizione di Claudine a scuola.

Nel 1899 il manoscritto di Claudine a scuola viene riscoperto da Willy il quale, intuendone ora le potenzialità e con l'intento di proporne la pubblicazione, suggerisce a Colette di accentuarne i temi piccanti, che in origine erano appena accennati: «Non potreste […] rendere un po' piccante questo… queste bambinate? per esempio, fra Claudine e una delle sue compagne, un'amicizia troppo tenera…». Nella stesura di questo primo romanzo, così come nei successivi della serie delle Claudine, ci furono interventi diretti per mano del marito ma, ad ogni modo, poiché il manoscritto originale di Claudine a scuola andò distrutto per ordine di Willy, l'entità del suo contributo rimane per gli studiosi di difficile quantificazione.
Nel 1900 viene pubblicato, a firma "Willy", Claudine a scuola (Claudine à l'école) che, grazie alle conoscenze e alla destrezza da impresario artistico di Willy, ottiene in breve tempo uno strepitoso successo, e rende a Colette, come dono da parte del marito, una proprietà campestre presso Besançon, molto amata dalla scrittrice.
Sfruttando l'onda del successo, Colette scrive il suo seguito, Claudine a Parigi (Claudine à Paris), che viene pubblicato nel 1901 sempre a firma "Willy". Questo secondo romanzo viene da Willy rapidamente trasposto in un'omonima commedia teatrale, interpretata dall'attrice Polaire, che l'anno successivo andrà in scena con successo ai Bouffes-Parisiens, entrando poi in tournée. Sempre nel 1901, mentre il numero delle tirature delle prime due Claudine continua a crescere, Colette, incoraggiata dal marito, che assieme a lei vi partecipa in ménage à trois, intreccia una relazione amorosa con Georgie Raoul-Duval, l'affascinante moglie di un miliardario americano, già nota per le sue seduzioni prevalentemente di tipo saffico. Stando alla testimonianza di Willy, l'intesa fra Colette e Georgie si interrompe allorquando Colette scopre che essa ha una relazione a due anche con Willy.
Georgie viene poi raffigurata da Colette nel personaggio di "Rézy" all'interno del romanzo Claudine amoureuse, pubblicato nel 1902, e mai messo in vendita poiché prontamente ritirato da Georgie nel tentativo di evitare uno scandalo. Lo stesso anno, viene pubblicato Claudine sposata (Claudine en ménage), seconda stesura riveduta di Claudine amoureuse e, quindi, terzo romanzo della serie delle Claudine. Intanto, mentre il numero delle copie dei romanzi cresce e la commedia va in scena propagandata anche da Colette in abiti da Claudine, la coppia Willy-Colette si fa fotografare e intervistare da numerosi giornali e riviste, e Willy, abile pubblicitario che sa sfruttare le sue conoscenze, trasforma il personaggio di Claudine in un marchio che poi mette in vendita ad uso di fabbricanti di oggetti vari.
Il quarto romanzo della serie, Claudine se ne va (Claudine s'en va), viene pubblicato nel 1903, anch'esso come i precedenti uscito a firma del marito, il quale pubblicamente raccoglie tutto il merito e la gloria della serie sebbene la vera autrice sia sempre Colette, la cui immagine ufficiale a questo punto è diventata quella della moglie-adolescente devota al suo barbuto e maturo marito. Solo dopo il loro divorzio la serie delle Claudine verrà pubblicata con le firme congiunte di Colette e Willy.
Claudine a scuola, assieme agli altri romanzi della serie, divenne così "uno dei maggiori best seller francesi di tutti i tempi", creò un personaggio originale nella letteratura francese, "la prima teenager del secolo", un personaggio che invase la Francia. Nei cabaret e nei caffè-concerto apparve «il tipo» Claudine, "si dice che non ci sia bordello di lusso che non abbia fra il personale una Claudine", numerosi articoli commerciali lanciarono anch'essi "la moda Claudine", apparvero così i "profumi Claudine", i "capelli alla Claudine", i "grembiuli alla Claudine", perfino le "cravatte alla Claudine".
Nel 1904 viene pubblicato Dialogues de bêtes (Dialoghi di animali), firmato Colette Willy, il primo libro di Colette in cui, accanto al nome del marito, compare anche il suo. Intanto Willy, sperando di rinnovare la tiratura delle Claudine, fa scrivere a Colette una versione più libertina del suo noto personaggio, dando così alle stampe Minne, pubblicato a nome "Willy", che l'anno successivo avrà un seguito, Les Égarements de Minne (Gli smarrimenti di Minne), nel quale Colette, ormai stanca della sua sottomissione alle esigenze letterarie del marito, fa morire nel finale il personaggio principale impedendone così ulteriori sviluppi da parte del marito. Il 1905 è anche l'anno che vede la progressiva separazione della coppia Willy-Colette, l'uno ormai palesemente infedele alla moglie, l'altra che si avvicina sempre più al raffinato mondo della Lesbo parigina e che inizia ad esibirsi a teatro.

### Una scrittrice dalle molteplici carriere

#### Attrice dimusic-hall
Nel 1906 Colette diventa compagna e protetta di "Missy", pseudonimo della marchesa Mathilde de Morny, una delle protagoniste del bel mondo e del demi-monde parigino, nota per il suo lesbismo che manifesta vestendosi da uomo. Colette, aiutata da Missy e ormai determinata a intraprendere una carriera teatrale da mima-danzatrice, si separa da Willy e cambia domicilio. Cercando di chiarire una volta per tutte il suo orientamento sessuale, Colette definì il suo un "ermafroditismo mentale", dichiarando: "Non possiamo mai portare abbastanza crepuscolo, silenzio e gravità per circondare l'abbraccio di due donne".
Nel 1907 al Moulin Rouge, durante la messa in scena della pantomima Rêve d'Égypte, Colette e Missy danno scandalo baciandosi con passione sul palco: dopo la seconda rappresentazione il prefetto Lépine vieterà lo spettacolo. Lo stesso anno Colette e Willy si separano legalmente e Colette fa pubblicare, a firma di "Colette Willy", il romanzo Il rifugio sentimentale (La Retraite sentimentale): questo romanzo è l'ultimo atto della saga delle Claudine, nel quale l'autrice prende le distanze dall'ideale di coppia proposto nei precedenti quattro e nel quale il personaggio di "Renaud", marito di "Claudine", muore. Lo stesso anno, i rapporti fra i due ex coniugi si fanno tesi allorquando Willy vende i diritti delle quattro Claudine e la proprietà campestre presso Besançon. Intanto Colette continua ad esibirsi a teatro.
Nel 1908 si fa notare dalla critica pubblicando su La Vie Parisienne dei testi, poi raccolti nel volume Viticci (Les Vrilles de la vigne), uno dei quali (Nuit blanche) tratta della sua relazione con Missy. Prosegue la carriera teatrale di Colette, che si esibisce anche nel ruolo di Claudine, e nel 1909 scrive e interpreta una commedia per il teatro dal titolo En camarades. Sacha Guitry la sceglie come protagonista di una sua commedia e con lei tiene una conferenza teatrale: negli anni Colette proseguirà quest'attività di conferenziera. Ha un nuovo amante, il ricco Auguste Hériot, e lo stesso anno è ammessa alla Société des Auteurs, intraprende così una serie di azioni legali contro il marito, che le fruttano, tra l'altro, l'inserimento del suo nome nella serie Claudine, una percentuale sulle vendite e i diritti dei due romanzi Minne che, dopo averli rielaborati e fusi in un unico romanzo, pubblica con il titolo L’ingenua libertina (L'Ingénue libertine).
Dopo il divorzio da Willy, nel 1910, Colette inizia le sue collaborazioni giornalistiche con il Paris-Journal e con Le Matin, ed è impegnata con una tournée teatrale. Esce a puntate, ne La Vie parisienne, La vagabonda (La Vagabonde), che riscuote un discreto successo di critica e pubblico. Protagonista è la trentatreenne Renée Néré (Renée significa "rinata"), la quale calca le scene dopo essere sfuggita a un matrimonio opprimente. Quando Renée sta per soccombere al "piacere voluttuoso" con Maxime, un suo insistente ammiratore - nonostante la loro profonda relazione non arrivi mai ad essere intima - decide di partire per una tournée di sei settimane, facendo intendere allo spasimante che al ritorno potranno finalmente coronare il loro sogno d'amore. Alla fine, dovendo decidere tra Maxime e la sua carriera di attrice, si rende conto di non essere ancora pronta a rinunciare alla vita da "vagabonda", anche e soprattutto in senso sentimentale, nonché alla sua indipendenza. Colette stava descrivendo in questo modo la sua vita di allora: scrisse il libro mentre si esibiva in un tour di 32 città della Francia, con la sua valigetta per il trucco sulle ginocchia come scrivania.
Durante le vacanze estive Colette ammira le bellezze della Bretagna in una villa di Missy, che l'anno successivo le regalerà e sarà poi descritta nei suoi romanzi.
Il 1911 la vedrà impegnata in una tournée teatrale e, nella commedia Xantho chez les courtisanes, Colette si esibisce nuda e ingioiellata. Riceve una proposta di matrimonio da Heriot, ma si lega al barone Henry de Jouvenel, divorziato e con un figlio, Bertrand de Jouvenel. De Jouvenel, detto "Sidi", è un giornalista politico e redattore capo de Le Matin: quando conosce Colette è legato a un'altra donna, una contessa. Dopo varie traversie e sotterfugi per liberarsi dai rispettivi amanti, Colette e Sidi vanno a vivere assieme. Nonostante l'influente posizione del compagno, la coppia ha delle difficoltà economiche. Colette quindi non interrompe il suo lavoro di attrice e continua a collaborare con i giornali con racconti e articoli, anche di cronaca.
Nell'autunno del 1912 muore Sido, sua madre. Incinta, Colette sposa in dicembre Henry de Jouvenel, diventando la baronessa de Jouvenel.

#### Giornalista e critica teatrale
Nel 1913 Colette, pur incinta, continua a esibirsi a teatro e scrive I retroscena del music hall (L'Envers du music-hall) che viene pubblicato lo stesso anno. Pubblica anche il libro Prrou, Poucette et quelques autres: si tratta di una serie di dialoghi fra animali, e sulla rivista La Vie Parisienne viene pubblicato a puntate il romanzo L'ancora (L'Entrave), con lo stesso personaggio protagonista de La vagabonda. Nasce a maggio la figlia: Colette Renée de Jouvenel, detta "Bel-Gazou". La bambina, affidata a una severa governante inglese, è da questa allevata in campagna, a Castel-Novel. Colette sarà una madre spesso assente; soprattutto durante l'infanzia e l'adolescenza della Piccola Colette, si manterrà in contatto con la figlia prevalentemente per corrispondenza.
Durante gli anni della prima guerra mondiale (1914 - 1918) l'attività giornalistica di Colette s'intensifica: nel 1914, raggiunto a Verdun il marito partito per il fronte, invia a Parigi dei reportage che, però, non passeranno la censura. Con l'entrata dell'Italia in guerra, nel 1915 Colette si reca a Roma dove incontra Gabriele D'Annunzio; da qui e da altre città italiane spedisce articoli a Parigi, articoli che successivamente saranno raccolti da lei nel volume Les Heureus longues. Ritornerà altre due volte in Italia, a Cernobbio nel 1916 e a Roma l'anno seguente, continuando a scrivere articoli per la stampa e intensificando il suo interesse per il cinema: scriverà infatti articoli di critica cinematografica e una sceneggiatura originale per il film La Flamme cachée (La fiamma nascosta), sceneggiatura richiestale dalla società cinematografica fondata da "Musidora", attrice e amica di Colette, già protagonista di due film tratti dai suoi romanzi (Minne e La Vagabonde). Durante la guerra, il suo lavoro di scrittrice non s'interrompe: pubblica tra gli altri La pace tra le bestie (La paix chez les bêtes, 1916). Il matrimonio con il marito invece, che nel frattempo ha intrapreso una carriera politica, conosce alti e bassi per via dei tradimenti di lui.
Nel 1919 esce in volume Mitsou ovvero come le fanciulle diventano sagge (Mitsou ou Comment l'ésprit vient aux filles) che, malgrado la critica sia discorde, ha successo. Fra gli estimatori di Mitsou c'è Marcel Proust il quale scrive: "Ho un poco pianto stasera, per la prima volta dopo molto tempo, eppure da un pezzo sono oppresso da dispiaceri, da sofferenze, e da seccature. Ma se ho pianto non è per tutto questo, è leggendo la lettera di Mitsou… Le due lettere finali sono il capolavoro del libro". Lo stesso anno Henry de Jouvenel riprende il suo lavoro di direttore a Le Matin e Colette è nominata caporedattrice della sezione letteraria del giornale del marito e successivamente assumerà anche l'incarico di critica teatrale. Nella sua nuova veste di importante giornalista e moglie di un uomo politicamente influente ha modo di conoscere i personaggi più noti di tutta Parigi (tra gli altri anche il presidente della repubblica, Raymond Poincaré).

### La maturità

#### Primi riconoscimenti ufficiali
Nel 1920 ne La Vie Parisienne viene pubblicato a puntate il romanzo Chéri, che subito suscita scandalo ma che annovera fra i suoi estimatori André Gide, che così scrive: "Da un capo all'altro del libro, non un cedimento, non una ridondanza, non un luogo comune" e anche "Che splendido argomento è quello che ha scelto! E con quale intelligenza, padronanza e conoscenza dei segreti meno confessati della carne". 
Ma "quel che si scrive succede" dice Colette, e infatti lo stesso anno, la quarantasettenne Colette conosce Bertrand de Jouvenel, il figlio diciassettenne del marito, con il quale instaura una relazione amorosa. Sempre quest'anno viene insignita della Legion d'onore con il grado di Cavaliere.
Nel 1921 Henry de Jouvenel diventa senatore ma, poiché una rivista tedesca pubblica una foto di Colette nuda risalente agli anni del teatro, viene stroncata la sua possibilità di diventare il futuro ambasciatore a Berlino: Colette farà di tutto perché il suo passato non sia nuovamente usato contro di lei. Intanto esce a teatro Chéri, riadattamento di Colette, in collaborazione con Léopold Marchand, del romanzo omonimo, che l'anno successivo sarà interpretato da Colette stessa nella parte di "Léa": il pubblico non si lascerà sfuggire l'occasione di notare la correlazione fra "Léa"-Colette e "Chéri"-Bertrand. Sempre nel 1922 esce La Maison de Claudine, un libro che rievoca luoghi e persone della sua infanzia a Saint-Sauveur. Vi si ritrova l'evocazione della casa natale: Grande maison grave...qui ne souriait que d'un côté (Grande casa bassa... che non sorrideva che da un lato). Intanto il matrimonio fra Colette e Henry de Jouvenel, anch'esso impegnato in relazioni extra-coniugali, entra sempre più in crisi.
Nel 1923 esce a puntate su Le Matin, Il grano in erba (Le Blé en herbe), la cui pubblicazione viene interrotta per scandalo dopo quattordici puntate; lo stesso anno verrà pubblicato in volume e sarà questo il primo libro firmato solo Colette (gli altri erano firmati "Colette Willy"). Intanto il marito tronca bruscamente i rapporti, forse a causa della chiacchierata relazione di Colette con Bertrand: iniziano così le trattative per il divorzio. L'anno successivo Colette interrompe la collaborazione con Le Matin (poiché il marito ne era il direttore) e inizia a collaborare con altri giornali, tra i quali Le Figaro, vivendo dei proventi da giornalista e continuando a pubblicare altri libri (La Femme cachée e Aventures quotidiennes).
Nel 1925 la scrittrice è impegnata a portare in tournée la commedia Chéri, e Maurice Ravel musica l'opera di Colette Divertissement pour ma fille, facendone un balletto dal titolo L'Enfant et les sortilèges, che va in scena a Montecarlo. In occasione dello spettacolo, Marguerite Moreno giunge a Montecarlo con l'amico Maurice Goudeket, un commerciante di perle, che s'innamora, corrisposto, di Colette. Intanto Colette e Bertrand de Jouvenel si lasciano e il divorzio con il marito diventa definitivo.
Nel 1926 esce La fine di Chéri (La Fin de Chéri), il seguito di Chéri, nel quale il protagonista perseguitato dai ricordi del suo amore per "Léa" muore suicida. Colette si disfa di ciò che le ricorda il suo passato vendendo o affittando le sue precedenti abitazioni e compra in Costa Azzurra una casa immersa nel verde, poi descritta nei suoi libri. A teatro interpreta la parte di "Renée" ne La Vagabonde, opera tratta dal suo omonimo romanzo. L'anno seguente gli intellettuali iniziano a interessarsi al complesso della sua produzione letteraria, e Colette durante l'estate, rileggendo le lettere di sua madre che affettuosamente descriveva ...petite dame toute ronde... vêtue de blanc... (...piccola signora rotondetta... vestita di bianco), inizia a scrivere La nascita del giorno (La Naissance du jour) che sarà pubblicato con successo nel 1928: si tratta di una serie di ricordi, alcuni anche su sua madre. Sempre nel 1928 è promossa al grado di Ufficiale della Legion d'onore, l'anno seguente viaggia in Spagna, Marocco e Belgio raccogliendo impressioni che saranno poi trascritte nei suoi libri e pubblica La Seconda (La Seconde) e una prima versione del libro Sido.
Nel 1930 esce Sido, il romanzo di ricordi su sua madre e, durante un viaggio in crociera, inizia a scrivere Ces plaisirs… (il futuro Il puro e l'impuro) e pubblica Histoires pour Bel-Gazou.
Nel 1931 muore Willy e Colette si fa notare per la sua assenza ai funerali. Esce un film tratto da La vagabonda, con la sceneggiatura di Colette, primo film sonoro in Francia. Esce a puntate, sulla rivista Gringoire, Ces plaisirs…, la cui pubblicazione, per via dell'argomento scabroso, viene interrotta dopo solo tre puntate.

#### Affermazione definitiva
Nel 1932 Colette apre un istituto di bellezza nel quale distribuisce consigli di make-up e di bellezza alle dame parigine che lei stessa trucca personalmente. Visto il successo di questa impresa nascono quattro succursali e altri negozi vendono i prodotti e i cosmetici pubblicizzati e curati da Colette, con la sua immagine sulle etichette, disegnata da lei stessa. Pubblica Prisons et paradis, ma già l'anno successivo l'attività commerciale, sebbene riscuota successo, risulta sfibrante e rallenta il suo lavoro di scrittrice; nel 1933 collabora a una sceneggiatura per il cinema, diventa critico teatrale per Le Journal e pubblica La gatta (La Chatte).
Gli anni dal 1934 al 1939 sono i meno prolifici per la Colette-scrittrice; in questo periodo infatti è molto impegnata nella sua attività di critica teatrale per Le Journal: le sue recensioni saranno ogni anno, per quattro anni, raccolte e pubblicate in un volume dal titolo La Jumelle noire (La gemella nera). Non smette comunque di pubblicare: nel 1934 esce il romanzo Duo, nel 1936 il romanzo autobiografico Il mio noviziato. Quello che Claudine non ha detto (Mes Apprentissages. Ce que Claudine n'a pas dit) che tratta dei suoi esordi e di Willy. Tra il 1936 e il 1937 esce una raccolta di racconti presso la casa editrice "Ferenczi & fils" dal titolo Bella-Vista (Hotel Bella Vista)), in uno dei quali Colette narra di una settimana da lei trascorsa in Provenza nella pensione con il nome che dà il titolo al libro, e le cui proprietarie, Madame Suzanne e Madame Ruby, cercano di nascondere la loro relazione.
Durante questo periodo, mentre la sua notorietà va accrescendosi sempre più, collabora per l'adattamento cinematografico del suo libro I retroscena del music-hall. Nel 1935 si sposa con Goudeket e trascorre il viaggio di nozze negli USA; lo stesso anno anche sua figlia si sposa separandosi poi, con scandalo, poche settimane dopo il matrimonio. Nel 1936 diventa Commendatore della Legion d'onore e viene ufficialmente eletta membro dell'Académie royale belge de langue et de littérature françaises. Nel 1938 si trasferisce a vivere al primo piano del Palais-Royal, sua dimora parigina definitiva, termina la sua collaborazione con Le Journal e inizia a collaborare per il Paris-Soir. Nel 1939 pubblica il seguito di Duo, Il cucciolaio (Le Toutounier), le viene diagnosticata un'artrosi all'anca e allo scoppio della seconda guerra mondiale collabora per Radio Paris-Mondial assieme al marito.
Colette, muovendosi sempre più a fatica per il progressivo peggioramento della sua artrosi, trascorre tutto il periodo della guerra a Parigi, chiusa dentro il suo appartamento al Palais-Royal, riuscendo a barcamenarsi con le spese grazie alle sue conoscenze e al suo senso pratico. In questi primi anni pubblica nel 1940 Camera d'albergo (Chambre d'hôtel), e nel 1941 Julie de Carneilhan, Journal à rebours (Diario a ritroso), Mes cahiers (I miei quaderni), e Il puro e l'impuro (Le Pur et l'Impur), la versione definitiva di Ces plaisirs…. Sempre nel 1941 il marito, che è ebreo, viene arrestato e spedito in un campo di concentramento; l'anno successivo Colette riuscirà a farlo liberare, non si sa come, ma si presume sfruttando le sue amicizie. Nel 1942 esce su una rivista Gigi che sarà poi pubblicato due anni dopo assieme ad altri racconti. Nello stesso anno pubblica una serie di articoli che diventeranno poi un libro intitolato Dalla mia finestra (De ma fenêtre) - con una nuova edizione nel 1944 con il titolo Parigi dalla mia finestra (Paris de ma fenêtre). Nel 1943 pubblica Flore et Pomone e Il kepì (Le Kepì), una serie di racconti. Nell'anno della liberazione della Francia, il 1944, mentre la fama di Colette si consolida, sua figlia giunge a Parigi da partigiana.. Al termine della guerra anche Bel-Gazou tenterà la strada del giornalismo: fra l'altro sarà l'autrice di un grande reportage sull'estate tedesca del '45, ma la notorietà della madre sarà per lei un ostacolo ineludibile: in seguito diventerà antiquaria e gli ultimi anni della sua vita (morirà nel 1981) li dedicherà a consacrare la memoria della madre. Verrà sepolta nella stessa tomba della madre.

### Gli ultimi anni e la gloria

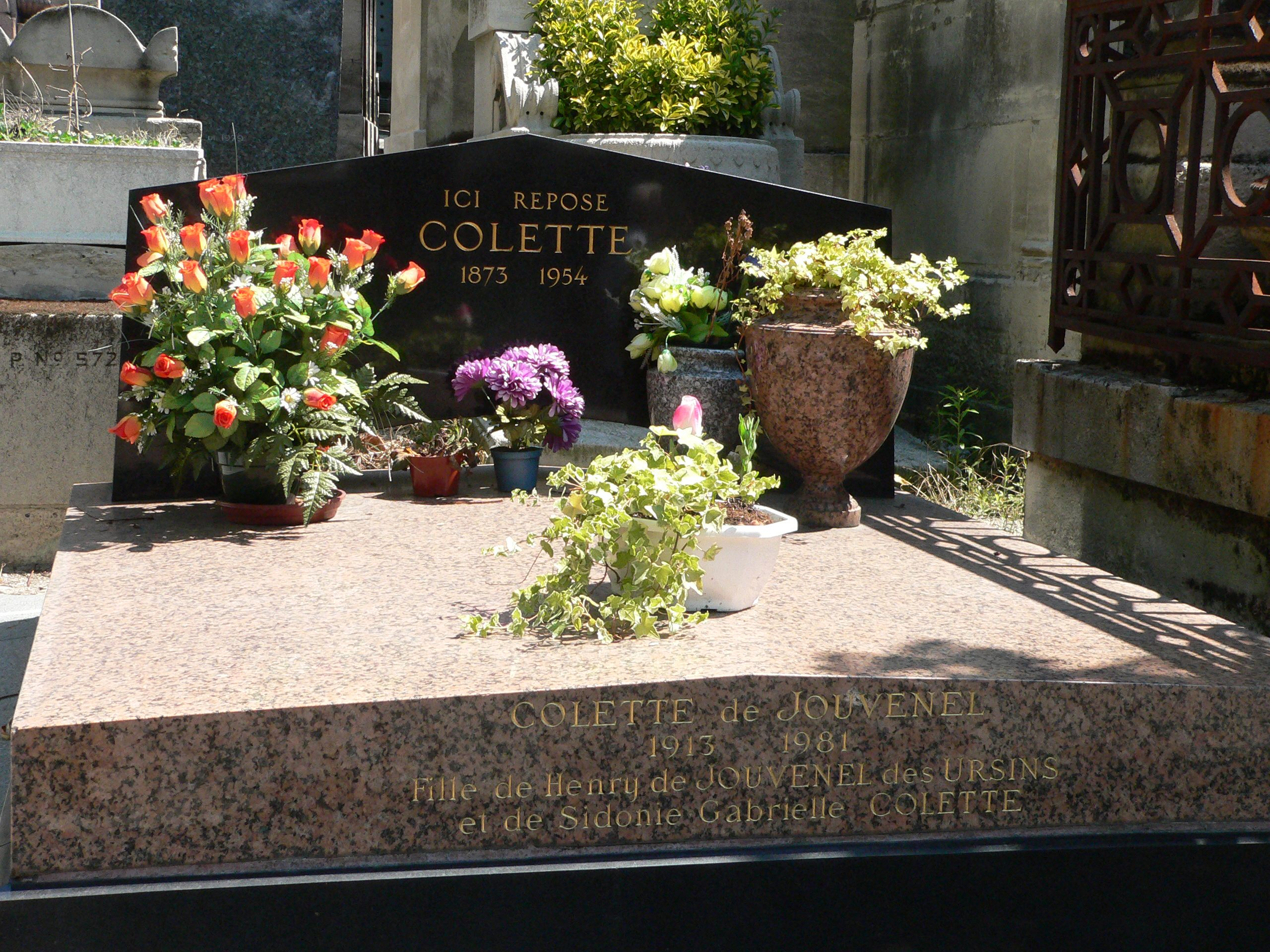
La tomba di Colette nel cimitero di Père-Lachaise

Nel 1945 Colette viene eletta membro dell'Académie Goncourt, seconda donna dopo la scrittrice Judith Gautier, il marito intanto è diventato editore.
Nel 1946 intraprende una serie di cure per la malattia di cui soffre e pubblica L'Etoile Vesper; l'anno successivo la sua salute migliora un po' e Colette continua a partecipare alla vita accademica: riceve anche la visita di Truman Capote, che ne parlerà in uno dei suoi testi.
Nel 1948 si occupa della revisione e della raccolta dell'intera sua opera per l'edizione Le Fleuron, diretta dal marito, e pubblicata poi in 15 volumi (Œuvre complète, 1948-1950), un impegno colossale che la terrà occupata a lungo; pubblica anche Per un erbario (Pour un herbier).
Nel 1949 la fama di Colette è consacrata e, come a un "monumento delle lettere francesi […] istituzione vivente, testimone del tempo"; all'interno del suo appartamento al Palais-Royal Colette vedrà sfilare un susseguirsi incessante di visitatori. Noto è anche il divano-letto sul quale Colette, semi paralizzata, lavora e passa gran parte del suo tempo. Diventa Presidente dell'Académie Goncourt e pubblica Le Fanal bleu (Il faro blu) e il suo ultimo libro, En Pays connu (Nel paese conosciuto), una raccolta di scritti, se non si considera Paradis terrestre (Losanna, Éditions Clairfontaine, 1953), libro fotografico avente a soggetto soprattutto animali - che lei adorò fino alla morte - con fotografie di Izis Bidermanas.
Nel 1950, fra spostamenti vari in cerca di cure e il lavoro di adattamento teatrale del suo romanzo La Seconda (che va in scena l'anno seguente), viene eletta presidente onoraria del Consiglio letterario del Principato di Monaco e riceve in visita la regina Elisabetta del Belgio.
Nel 1951, tornata a Montecarlo sempre in cerca di cure, nota all'Hôtel de Paris una giovane attrice, Audrey Hepburn, e la sceglie per interpretare la commedia Gigi, che andrà in scena a Broadway.
L'anno seguente le sue condizioni di salute peggiorano sempre di più. Nel 1953, in occasione dei suoi 80 anni, l'idolo Colette riceve tributi e onorificenze quali la medaglia della Città di Parigi, l'elezione a membro onorario del National Institute of Art and Letters di New York e il grado di Grand'Ufficiale della Legion d'onore.
Nel 1954 Colette, giunta al termine della sua lunga malattia, muore il 3 agosto a Parigi, nel suo appartamento al Palais-Royal. Non senza un seguito di polemiche e indignazioni, la Chiesa rifiuta i funerali religiosi; ciò nonostante Colette, prima donna in Francia, riceverà le esequie di stato nella corte d'onore del Palais-Royal. È sepolta nel cimitero di Père-Lachaise.

## Opere di Colette tradotte in italiano

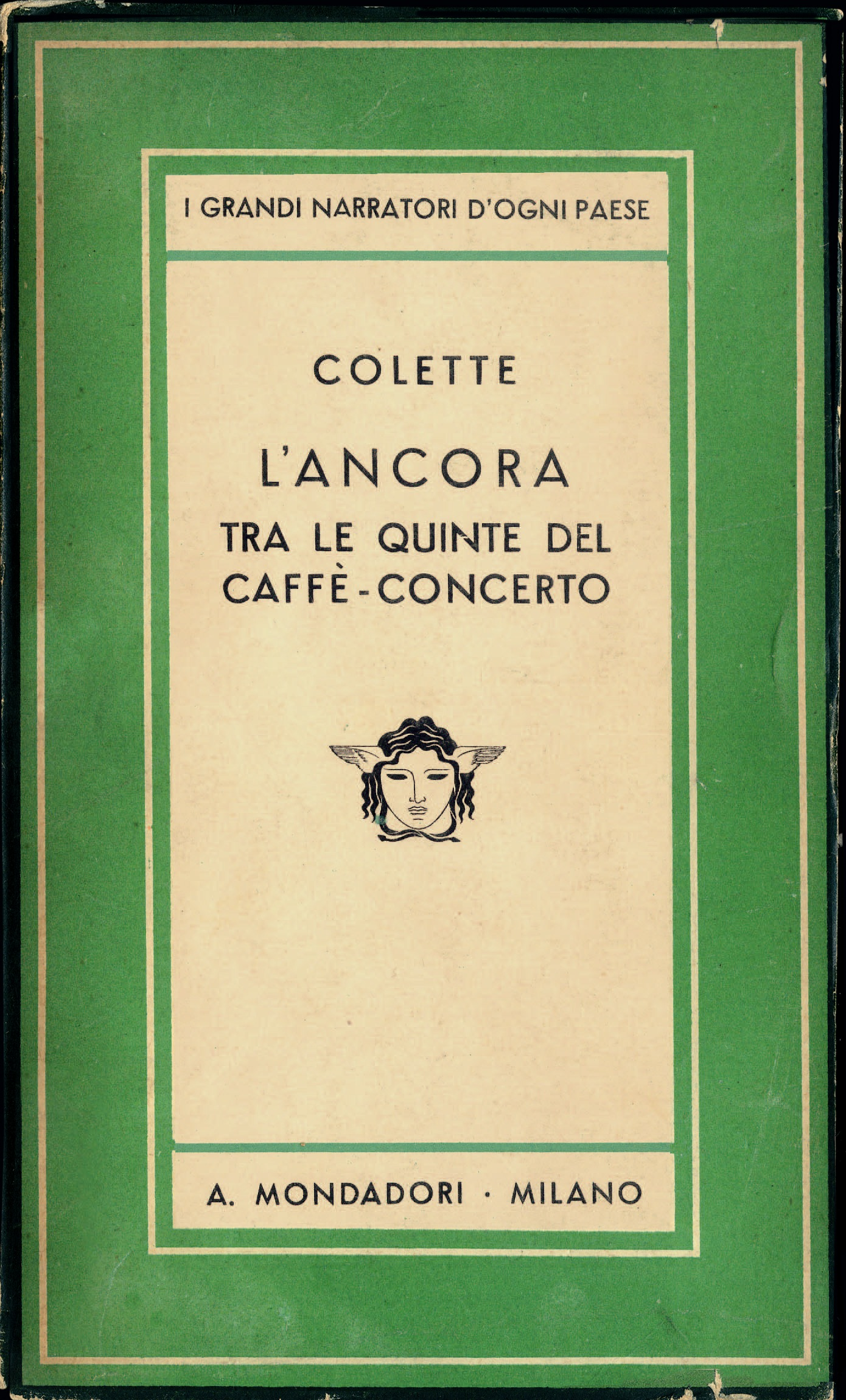
L'ancora - tra le quinte del caffè-concerto, collana Medusa, Mondadori, 1934.

Colette fu una scrittrice prolifica, nella sua lunga carriera produsse circa un'ottantina di volumi fra romanzi, racconti, memorie, opere per il teatro, raccolte di articoli giornalistici e di recensioni teatrali, oltre ad una sterminata corrispondenza personale che venne raccolta e pubblicata in epistolari.

### Serie di Claudine
- Claudine, serie composta da quattro romanzi con lo stesso personaggio protagonista: 
  - 1900 Claudine a scuola (Claudine à l'école)
  - 1901 Claudine a Parigi (Claudine à Paris)
  - 1902 Claudine sposata (Claudine en ménage)
  - 1903 Claudine se ne va (Claudine s'en va)
- 1907 Il rifugio sentimentale (La Retraite sentimentale)

### Serie di Renée Néré
- 1910 La vagabonda (La Vagabonde)
- 1913 L'ancora (L'Entrave)

### Altri romanzi
- 1904 Cane & gatto (Dialogues de bêtes)
- 1908 Viticci (Les Vrilles de la vigne)
- 1909 L'ingenua libertina (L'Ingénue libertine)
- 1913 I retroscena del music-hall (L'Envers du music-hall)
- 1916 La pace tra le bestie (La Paix chez les bêtes)
- 1917 Le ore lunghe 1914-1917 (Les Heures longues 1914-1917)
- 1919 Mitsou ovvero come le fanciulle diventano sagge (Mitsou ou Comment l'esprit vient aux filles)
- 1920 Chéri
- 1923 Il grano in erba (Le Blé en herbe)
- 1926 La fine di Chéri (La Fin de Chéri)
- 1928 La nascita del giorno (La Naissance du jour)
- 1929 La seconda (La Seconde)
- 1930 Sido (Sido)
- 1932 Prigioni e paradisi (Prisons et paradis)
- 1933 La gatta (La Chatte)
- 1934 Duo (Duo)
- 1936 Il mio noviziato (Mes apprentissages. Ce que Claudine n'a pas dit)
- 1936 Hotel Bella Vista e altri racconti (Bella-vista)[22]
- 1939 Il cucciolaio (Le Toutounier)
- 1940 Camera d’albergo (Chambre d'hôtel)
- 1941 Il puro e l'impuro (Le Pur et l'Impur)
- 1941 Julie de Carneilhan (Julie de Carneilhan)
- 1942 Dalla mia finestra (De ma fenêtre)
- 1943 Il kepì (Le Kepì)
- 1944 Gigi (Gigi et autres nouvelles)
- 1944 Parigi dalla mia finestra (Paris de ma fenêtre)[21]
- 1946 La stella del vespro (L'Étoile Vesper)
- 1948 Per un erbario (Pour un herbier)

## Nella cultura di massa
- 1952 - Colette film diretto da Yannick Bellon
- 1992 - Becoming Colette film diretto da Danny Huston, dove il ruolo di Colette è interpretato da Mathilda May
- 2004 - Colette, une femme libre fiction televisiva diretta da Nadine Trintignant, dove il ruolo di Colette è interpretato da Marie Trintignant
- 2018 - Colette film diretto da Wash Westmoreland, dove il ruolo di Colette è interpretato da Keira Knightley